# روسیتشکا (ناحیه ییندریخوف هرادتس)
روسیتشکا (به چکی: Rosička) یک منطقهٔ مسکونی در جمهوری چک است که در ناحیه ییندریخوف هرادتس واقع شده‌است. روسیتشکا ۳٫۹۴ کیلومتر مربع مساحت و ۵۶ نفر جمعیت دارد و ۴۲۷ متر بالاتر از سطح دریا واقع شده‌است.